# Gladsteelvezelkop
De gladsteelvezelkop (Inocybe subnudipes) is een schimmel behorend tot de familie Inocybaceae. Hij komt voor bij naaldbomen (den).

## Kenmerken

### Uiterlijke kenmerken
Hoed
De hoed heeft een diameter van 3 to 6 cm. De kleur is geelachtig of geelachtig oker, okerbruin tot lichtbruin. Het oppervlak is fibrillose tot licht schilferig. Jonge exemplaren zijn bijna glad.
Steel
De steel is alleen aan de bovenkant berijpt. Er is geen knol aanwezig.
Geur
De geur is mild tot spermatisch.

### Microscopische kenmerken
De sporen zijn amandelvormig, glad en meten 7,5-10 × 4,5-6 µm. Cheilocystidia zijn min of meer lageniform tot fusiform met licht vergelende wand die zwak geel kleurt in ammonia/KOH. De cystidewanden is tot ca. 2,5 µm dik. Caulocystidia metuloïden afwezig of zeldzaam.

## Verspreiding
Hij komt meestal voor in bergachtige of subalpiene gebieden.
In Nederland komt de gladsteelvezelkop uiterst zeldzaam voor.